# Praktbrunört
Praktbrunört (Prunella grandiflora) är en växtart i familjen kransblommiga växter. 